# Averill Abraham Liebow
Averill Abraham Liebow (Stryj, 31 marzo 1911 – La Jolla, 31 maggio 1978) è stato un medico austriaco naturalizzato statunitense. Fondatore della patologia polmonare negli Stati Uniti, realizzò la prima classificazione anatomo-patologica delle pneumopatie. Da lui e Charles Carrington prende il nome la sindrome di Carrington-Liebow, una forma minore della granulomatosi di Wegener.

## Classificazione delle pneumopatie secondo Liebow
Divise tali patologie in cinque differenti categorie:
- UIP usual interstitial pneumonia, pneumopatia cronica interstiziale comune;
- DIP desquamative interstitial pneumonia, pneumopatia cronica interstiziale desquamativa;
- LIP lymphoid interstitial pneumonia, pneumopatia cronica interstiziale linfoide;
- GIP giant interstitial pneumonia, pneumopatia cronica interstiziale a cellule giganti;
- BIP bronchiolitis interstitial pneumonia, bronchiolite cronica.

A queste successivamente vennero aggiunte altre due forme
- AIP acute interstitial pneumonia, pneumopatia interstiziale acuta;
- NIP nonspecific interstitial pneumonia, pneumopatia cronica interstiziale aspecifica.

La LIP è attualmente considerata come un disordine linfoproliferativo e la GIP come una pneumoconiosi da esposizione a metalli pesanti come il tungsteno e il cobalto. La BIP è stata ridefinita BOOP, cioè bronchiolite obliterante con polmonite organizzata, e per tal motivo esclusa poiché è una patologia delle vie aeree. La DIP, che coesiste sovente con la UIP, coinvolge anche l'Alveolo polmonare. L'AIP corrisponde alla forma conosciuta col termine di sindrome di Hamman-Rich. La NIP raggruppa tutte quelle forme non altrimenti classificabili. Il termine di "fibrosi polmonare idiopatica" è spesso usato indifferentemente come sinonimo di UIP, poiché è la più frequente.